# Sport Clube Escolar Bombarralense
Maillots
Le Sport Clube Escolar Bombarralense est un club de football portugais basé à Bombarral. Pour la saison 2012-2013, le club évolue en cinquième division, en division d'honneur de l'AF Leiria.

## Histoire
Fondé en 1911, le Sport Clube Escolar Bombarralense est un des plus anciens clubs de la région. Le Bombarralense fait ses débuts sur le football national en 1936-1937, ou il effectue la série 5 de deuxième division avant de revenir à nouveau en deuxième division pendant les saisons 1941-1942, 1945-1946 et 1946-1947. Depuis, le Bombarralense n'a jamais réussi à rebondir en deuxième division, et a connu pendant les années 30 ses plus belles années. Toutefois l'équipe de Bombarralense refait une apparition pendant la saison 1953-1954 en troisième division nationale avant de retomber à nouveau dans les championnats régionaux.
C'est pendant la saison 1971-1972 que le Bombarralense, refait son apparition en troisième division nationale. Depuis il ne quitte plus la troisième division, où malgré la saison 1975-1976 où elle occupe la dernière place, le club reste maintenu. Cela fera un total de dix-neuf ans entre la saison 1971-1972 et la saison 1990-1991 où le club parvient à se maintenir en troisième division, peu avant d'être relégué. Pendant la saison 1992-1993 le Bombarralense, parvient à remonter à nouveau et remporte par la même occasion la coupe du district. Cela reste cependant un court passage, le club est de nouveau relégué pendant la saison 1994-1995.
Le Bombarralense refait surface pendant la saison 1997-1998, mais ne parvient pas à se maintenir et redescend à nouveau. La saison suivante le club ne parvient pas à remonter, et ce sera seulement que pendant la saison 2000-2001 ou le club remonte en quatrième division, mais une nouvelle fois le club est relégué. Depuis le club, reste stable en division d'honneur du district, et parvient toutefois à remporter une nouvelle fois la coupe du district pendant la saison 2002-2003. Le club redescend encore plus bas pendant la saison 2003-2004 en deuxième division du district.
La saison 2004-2005, est synonyme de remontée, et le Bombarralense ne fait pas à moitié, à peine remontée, la saison qui vient le club retrouve à nouveau la quatrième division nationale, peu après avoir remporté le district. Depuis la saison 2009-2010, le club peine et frôle de peu d'être relégué à nouveau, la saison qui suit le club redescend en district. Après deux ans en district, le club remporte la division d'honneur du district pendant la saison 2009-2010. La saison 2010-2011, le club finit à la septième place et réalise un très bon parcours en coupe du Portugal avant d'être puni en compagnie du Louletano DC. Avant que cette saison 2011-2012, se finisse le club finit à la septième place. Pour cette saison 2011-2012 le club ne parvient pas à gagner la moindre victoire au compteur.

## Joueurs emblématiques
| - Bento Do Ó - Forbs - Mário | - Parracho - Vítor Martins |

## Palmarès
| Compétitions nationales | Compétitions régionales |
| --- | --- |
| - Championnat du Portugal D2 (0) - Meilleure performance : 2e (1936-37 (série 5), 1941-42 (série 7, sub-série 2)) - Coupe du Portugal (0) - Meilleure performance : 1/32 finale (1976-77, 2010-11) | - Championnat de 1re division de l'AF Leiria (2) - Champion : 2005-06, 2009-10 - Coupe de l'AF Leiria (3) - Vainqueur : 1992-93, 2002-03, 2008-09 |